# 劉訏
劉訏（488年—518年），字彥度，平原人，南北朝南梁士人。
劉訏是劉宋光祿大夫劉懷珍的從孫，祖父劉宋太宰參軍劉承宗，父親南齊鎮西諮議、武昌太守劉靈真。他自小至孝，幾歲時父母相繼去世，居喪期間為父母哭泣，過度悲傷得失去本性，弔唁的朋友都很傷感。之後他獲伯父養育，對伯母和堂姊很孝順友愛，族人都稱讚他；他為自己早早失去雙親而感傷，旁人不小心提及這往事，劉訏就會感觸流淚。兄長劉潔為他娶妻，限定日期成婚，他得知後逃走匿藏，事件擺平後才回來；本州刺史張稷任命他為主簿，他不就任，張稷頒下檄文徵召，他就將檄文掛在樹上後逃走。
劉訏擅長老莊言論，了解佛理，曾經和族兄劉歊於鐘山諸寺聽講，一同定居宋熙寺東澗，打算在該處終老。尚書郎何炯曾在路上遇上他，說：「此人容貌英俊，和荀粲、衛玠一樣。」命人前往拜訪，劉訏拒門不見，劉訏的族祖父劉孝標寫信給何炯：「劉訏超凡脫俗，人品高尚；劉歊離開凡塵，志向高潔，是荒年的五穀，寒年的絲綿啊。」他穿上皮巾衲衣遊玩，時常流連忘返，神色清雅，樣子華美，在林谷間神色傳得很遠，遇上他的人都認為他是神人；他家中貧苦，幾天才吃一餐，隆冬月份沒有毛氈，但他處之泰然，沒有人覺得他饑寒。自小到長大，劉訏的面上從不顯露喜怒表情，可競爭的地方總不競而勝，令旁人佩服。天監十七年（518年），他在劉歊家中去世，虛歲三十一，臨終前握著劉歊的手說：「我氣絕後就入棺，入棺後就埋葬，不須設立靈筵，不要設置祭祀，毋須為我繼嗣。」劉歊遵從他的意願，宗族至友相為他立下碑銘，諡玄貞處士。

## 引用
1. 1 2  《梁書·卷五十一·列傳第四十五》：劉訏字彥度，平原人也。父靈真，齊武昌太守。訏幼稱純孝，數歲，父母繼卒，訏居喪，哭泣孺慕，幾至滅性，赴吊者莫不傷焉。後爲伯父所養，事伯母及昆姊，孝友篤至，爲宗族所稱。自傷早孤，人有誤觸其諱者，未嘗不感結流涕。長兄潔爲之娉妻，剋日成婚，訏聞而逃匿，事息乃還。本州刺史張稷辟爲主簿，不就。主者檄召，訏乃掛檄於樹而逃。
2. 1 2  《南史·卷四十九·列傳第三十九》：訏字彥度，懷珍從孫也。祖承宗，宋太宰參軍。父靈真，齊鎮西諮議、武昌太守。訏幼稱純孝，數歲父母繼卒，吁居喪哭泣孺慕，幾至滅性，赴吊者莫不傷焉。後為伯父所養，事伯母及昆姊孝友篤至，為宗族所稱。自傷早孤，人有誤觸其諱者，未嘗不感結流涕。長兄絜為娉妻，克日成婚，訏聞而逃匿，事息乃還。本州刺史張稷辟為主簿，主者檄召訏，乃掛檄於樹而逃。
3. ↑  《梁書·卷五十一·列傳第四十五》：訏善玄言，尤精釋典。曾與族兄劉歊聽講於鐘山諸寺，因共卜築宋熙寺東澗，有終焉之志。天監十七年，卒於歊舍，時年三十一。臨終，執歊手曰：「氣絕便斂，斂畢卽埋，靈筵一不須立，勿設饗祀，無求繼嗣。」歊從而行之。宗人至友相與刊石立銘，諡曰玄貞處士。
4. ↑  《南史·卷四十九·列傳第三十九》：訏善玄言，尤精意釋典，曾與歊聽講鍾山諸寺，因共卜築宋熙寺東澗，有終焉之志。尚書郎何炯嘗遇之于路，曰：「此人風神穎俊，蓋荀奉倩、衛叔寶之流也。」命駕造門，拒而不見。族祖孝標與書稱之曰：「訏超超越俗，如半天朱霞。歊矯矯出塵，如云中白鶴。皆儉歲之粱稷，寒年之纖纊。」訏嘗著谷皮巾，披納衣，每遊山澤，輒留連忘返。神理閑正，姿貌甚華，在林谷之間，意氣彌遠，或有遇之者，皆謂神人。家甚貧苦，並日而食，隆冬之月，或無氈絮，訏處之晏然，人不覺其饑寒也。自少至長，無喜慍之色。每於可競之地，輒以不競勝之。或有加陵之者，莫不退而愧服，由是眾論咸歸重焉。天監十七年，卒於歊舍。臨終執歊手曰：「氣絕便斂，斂畢即埋，靈筵一不須立。勿設饗祀，無求繼嗣。」歊從而行之。宗人至友，相與刊石立銘，諡曰玄貞處士。

## 延伸阅读
[在维基数据编辑]
 《梁書·卷51》，出自姚思廉《梁書》